# Чженьнін Янг
Янг Чженьнін (правильніше китайською Ян, англ. Chen-Ning Franklin Yang, кит. трад. 楊振寧, спр. 杨振宁, піньїнь Yáng Zhènníng — китайський фізик; нобелівський лауреат. Народився 1 жовтня 1922, Хефей, Китай.

## Біографія
Китайсько-американський фізик Чженьнін Янг народився 22 вересня 1922 р. в Хефеї (провінція Аньхой), був старшим з п'ятьох дітей Ян Кечуаня, професора математики, і його дружини Ло Менхуа. Янг закінчив університет у 1942, отримав ступінь бакалавра з фізики за працю з теорії груп і молекулярних спектрів. Від 1945 він навчався, а згодом працював викладачем фізики в Чиказькому університеті. Звання професора фізики отримав 1955 в Інституті фундаментальних досліджень у Принстоні (штат Нью-Джерсі). Залишався на цій посаді понад 11 років, згодом перейшов до університету штату Нью-Йорк в Стоуні-Брук, Лонг-Айленд, на посаду професора і директора Інституту теоретичної фізики.
З 1971 щорічно учений відвідував Китайську Народну Республіку, прагнучи встановити взаєморозуміння між своєю батьківщиною і Сполученими Штатами. Чженьнін Янг одружився з Ту Чілі 1950 р.; у них двоє синів і донька. Перед від'їздом до США з Китаю у 1945 р. він вирішив вибрати собі ім'я, яке американцям було б легко вимовляти і став Франкліном, бо захоплювався Бенджаміном Франкліном. Американські друзі називали його Френком. Громадянином США він став 1964 року. Чженьнін Янг отримав почесні докторські ступені Принстонського, Міннесотського, Даремського університетів, а також деяких інститутів.
У 1999 повертається до Китаю в той же університет Цінхуа, який колись закінчував.

## Дослідження
Янг регулярно зустрічався з Цзундао Лі, щоб продовжити обговорення фізичних проблем, якими вони зацікавилися ще під час навчання в Чикаго. У травні 1956 вони звернули увагу на проблему, що стосувалася закону збереження парності. Ця проблема виникла у зв'язку з двома зовсім різними типами К-мезонів, нестабільних частинок, що спостерігаються серед інших фрагментів продуктів високоенергетичного бомбардування атомних ядер. Учені сподівалися, що ці дослідження приведуть до створення єдиної теорії поля, яка об'єднує чотири відомих види взаємодії — ідея, яка прямо пов'язана з іменем Альберта Ейнштейна. Нобелівською премією з фізики 1957 Янг і Лі були нагороджені «за передбачення при вивченні так званих законів парності, яке призвело до важливих відкриттів у галузі елементарних частинок». Основні наукові інтереси Янга зосереджені в галузі теорії поля й елементарних частинок, статистичної механіки (наука про атомне походження теплових явищ) та принципів симетрії. Новий принцип для опису взаємодії частинок і поля, запропонований 1954 спільно з Робертом Л. Міллсом, став основою для багатьох досліджень у галузі фундаментальної фізики, відомої як калібрувальна теорія.

## Нагороди
- Нобелівська премія з фізики (1957)
- Премія Румфорда (1980)
- Національна наукова медаль США (1986)
- Медаль Оскара Клейна (1988)
- Медаль Бенджаміна Франкліна (1993)
- Премія Бауера (1994)
- Медаль Альберта Ейнштейна (1995)
- Міжнародна премія імені М. М. Боголюбова Об'єднаного інституту ядерних досліджень (1996)
- Премія Ларса Онзагера (1999)
- Міжнародна премія короля Фейсала (2001)